# Gerbilliscus
A Gerbilliscus az emlősök (Mammalia) osztályának a rágcsálók (Rodentia) rendjébe, ezen belül az egérfélék (Muridae) családjába tartozó nem.
A Gerbilliscus-fajokat korábban a Tatera nembe sorolták, de manapság saját nemet alkottak nekik. A Tatera nemben csak a csupasztalpú futóegér (Tatera indica) maradt meg.

## Rendszerezés
A nembe az alábbi 2 alnem és 11 faj tartozik:
- Gerbilliscus Thomas, 1897
  - Gerbilliscus boehmi Noack, 1887 - típusfaj; korábban Tatera boehmi
- Taterona Wroughton, 1917
  - Gerbilliscus afra Gray, 1830 - korábban Tatera afra
  - Gerbilliscus brantsii Smith, 1836 - korábban Tatera brantsii
  - Gerbilliscus guineae Thomas, 1910 - korábban Tatera guineae
  - Gerbilliscus inclusus Thomas & Wroughton, 1908 - korábban Tatera inclusa
  - Gerbilliscus kempi Wroughton, 1906 - korábban Tatera kempi
  - Gerbilliscus leucogaster Peters, 1852 - korábban Tatera leucogaster
  - Gerbilliscus nigricaudus Peters, 1878 - korábban Tatera nigricauda
  - Gerbilliscus phillipsi de Winton, 1898 - korábban Tatera phillipsi
  - Gerbilliscus robustus Cretzschmar, 1826 - korábban Tatera robusta
  - Gerbilliscus validus Bocage, 1890 - korábban Tatera valida